# Бердолль, Марк
Ма́рк Бердо́лль (фр. Marc Berdoll; род. 6 апреля 1953, Трелазе) — французский футболист, играл на позиции нападающего.

## Биография

### Клубная карьера
Бердолль в течение восьми сезонов играл за «Анже», в составе которого был одним из лучших игроков команды, став в 1976 году с 25 мячами лучшим бомбардиром команды и Лиги 2. По окончании сезона, Бердолль из-за ссоры с президентом клуба перешёл в немецкий «Саарбрюккен», в котором играл один сезон.
В 1977 году, он перешёл в «Олимпик Марсель», в составе которого отыграл три сезона, так и не выиграв ни одного титула с «бело-голубыми». В последующие годы, Бердолль играл за «Анже», «Амьен» и «Орлеан», в котором завершил карьеру игрока.

### Карьера в сборной
В составе сборной Франции был участником чемпионата мира 1978 года, на котором сыграл два матча на групповом этапе. В матче со сборной Венгрии, который закончился победой французов со счётом 3:1, он забил гол. Всего за сборную Франции сыграл 16 матчей и забил 5 мячей.